# Hieronim Gołębiewski
Hieronim Gołębiewski (ur. 13 kwietnia 1845 w Fordonie, zm. 29 września 1918 w Chełmnie) – duchowny katolicki, pisarz i działacz regionalny.

## Życiorys
Ukończył gimnazjum w Chełmnie oraz Seminarium Duchowne w Pelplinie. Święcenia kapłańskie otrzymał 14 kwietnia 1868. Swoją pracę duszpasterską wykonywał w Chojnicach, Pelplinie (wikary katedralny i nauczyciel w Collegium Marianum), Brusach (wikary), Gdańsku (wikary) i Jastarni (proboszcz).
Jest autorem wielu artykułów dotyczących życia i zwyczajów Kaszubów helskich, m.in.: Wieczór gwiazdkowy w polskim dworze nad Bałtykiem (1887), Obrazki rybackie z półwyspu Helu (1888).
Tworzył także broszury o tematyce religijnej: Krótka nauka o arcybractwie Różańca św. (1883), Krótka nauka o szkaplerzu karmelitańskim (1898).
Był członkiem Towarzystwa Naukowego w Toruniu, gdzie pełnił funkcję sekretarza zarządu (1900-1906) i skarbnika (1906-1909).
Brał czynny udział w wielu polskich organizacjach kulturalno-społecznych. Był aktywnym członkiem: Towarzystwa Pomocy Naukowej dla Młodzieży Prus Zachodnich, Towarzystwa Czytelni Ludowych oraz Towarzystwa Wiecowego.